# 샤쿠베쓰역
샤쿠베쓰역(일본어: 尺別駅)은 일본 홋카이도 구시로시에 있는 홋카이도 여객철도 네무로 본선의 역이다. 역 번호는 K44이며, 상대식 승강장 2면 2선의 구조를 지닌 지상역이었다.

## 역사
- 2019년 3월 16일 : 폐역

## 타는 곳
| 1 | ■ 네무로 본선 | (상행) | 오비히로 · 신토쿠 · 타키카와 방면 |
| 2 | ■ 네무로 본선 | (하행) | 구시로 방면                       |

## 역 주변
- 국도 제38호선

## 인접 정차역
| 홋카이도 여객철도 네무로 본선 | 홋카이도 여객철도 네무로 본선 | 홋카이도 여객철도 네무로 본선 |
| ----------------------------- | ----------------------------- | ----------------------------- |
| K43 조쿠베쓰 신토쿠 방면      | 네무로 본선                   | 온베쓰 K45 구시로 방면        |